# Calendrier Nanakshahi
Le calendrier Nanakshahi, (Punjabi : ਨਾਨਕਸ਼ਾਹੀ, nānakashāhī), est un calendrier solaire qui se rapproche du calendrier grégorien occidental ; il a été approuvé par le Comité Shiromani Gurdwara Prabhandak. Il détermine les dates importantes pour les sikhs ; et a été conçu par Pal Singh Purewal. Il est utilisé depuis 1998, et son point de départ est la naissance du premier guru sikh, Guru Nanak en 1469. Le jour de l'an est le 14 mars du calendrier grégorien.
Environ 90 % des Gurdwaras, les temples sikhs, à travers le monde l'ont accepté. Certains cependant le conteste.

## Caractéristiques du nouveau calendrier Nanakshahi
Il s'agit d'un calendrier solaire. Il est appelé Nanakshahi d'après Guru Nanak (fondateur du sikhisme). Le début de l'ère Nanakshahi est l'année de naissance de Guru Nanak (1469 EC). Par exemple : l'an 2010 EC est l'an Nanakshahi 541.
Le calendrier utilise la plupart des mécanismes du calendrier grégorien. La durée (moyenne) de l'année est la même que celle du calendrier grégorien (365 jours 5 heures 48 minutes 45 secondes). Il contient 5 mois de 31 jours suivis de 7 mois de 30 jours. Il y a une année bissextile tous les 4 ans dont le dernier mois (phagun) a alors un jour supplémentaire : le 18 phagun est redoublé le jour correspondant au premier mars du calendrier grégorien après le premier jour 18 phagun correspondant au 29 février des années bissextiles grégoriennes, de sorte que, par exemple, le 18 phagun 555 du calendrier Nanakshahi correspond aux jeudi 29 février et vendredi 1er mars 2024 EC du calendrier grégorien ; ces deux jours ne sont pas notés différemment sur les calendriers Nanakshahi mais peuvent être distingués (si nécessaire dans les dates mentionnées isolément dans les textes) en ajoutant un suffixe ordinal après le numéral 18 ou en mentionnant le jour de la semaine. Ce redoublement n'affecte pas la célébration du Nouvel an Nanakshahi, le 1er chet, qui correspond toujours au 14 mars grégorien (sept ou huit jours avant l'équinoxe de printemps, le 20 ou 21 mars dans le calendrier grégorien, qui a donc lieu le 8 ou 9 chet du calendrier Nanakshahi).

### Mois du calendrier Nanakshahi
Les mois du calendrier Nanakshahi sont :
| No. | Nom en alphabet latin | Nom en panjabi | Durée en jours | Période grégorienne       |
| --- | --------------------- | -------------- | -------------- | ------------------------- |
| 1   | Chet                  | ਚੇਤ             | 31             | 14 mars – 13 avril        |
| 2   | Vaisakh               | ਵੈਸਾਖ            | 31             | 14 avril – 14 mai         |
| 3   | Jeth                  | ਜੇਠ             | 31             | 15 mai – 14 juin          |
| 4   | Harh                  | ਹਾੜ             | 31             | 15 juin – 15 juillet      |
| 5   | Sawan                 | ਸਾਵਣ            | 31             | 16 juillet – 15 août      |
| 6   | Bhadon                | ਭਾਦੋਂ             | 30             | 16 août – 14 septembre    |
| 7   | Assu                  | ਅੱਸੂ             | 30             | 15 septembre – 14 octobre |
| 8   | Katak                 | ਕੱਤਕ            | 30             | 15 octobre – 13 novembre  |
| 9   | Maghar                | ਮੱਘਰ            | 30             | 14 novembre – 13 décembre |
| 10  | Poh                   | ਪੋਹ             | 30             | 14 décembre – 12 janvier  |
| 11  | Magh                  | ਮਾਘ             | 30             | 13 janvier – 11 février   |
| 12  | Phagun                | ਫੱਗਣ            | 30/31          | 12 février – 13 mars      |

### Évènements importants
| Évènements de référence | Date Nanakshahi | Date grégorienne |
| --- | --------------- | ---------------- |
| ♦Naissance de Guru Gobind Singh, le dixième Guru sikh                                                                                                  | 23 Poh          | 14 novembre      |
| Naissance de Guru Har Rai, le septième Guru sikh | 19 Magh         | 31 janvier       |
| Guru Har Rai devient le septième Guru du sikhisme ♦Début de la nouvelle année Nanakshahi ♦Festival Hola Mohalla (en)                                   | 1 Chet          | 14 mars          |
| Guru Hargobind, le sixième Guru sikhh Sikh Guru, décède                                                                                                | 6 Chet          | 19 mars          |
| ♦La création de Khalsa ♦Naissance de Guru Nanak | 1 Vaisakh       | 14 avril         |
| Guru Angad, le deuxième Guru sikh décède | 3 Vaisakh       | 16 avril         |
| Guru Amar Das devient le troisième Guru des sikhs | 3 Vaisakh       | 16 avril         |
| Guru Har Krishan, le huitième Guru des sikhs, décède                                                                                                   | 3 Vaisakh       | 16 avril         |
| Guru Tegh Bahadur devient le neuvième Guru des sikhs                                                                                                   | 3 Vaisakh       | 16 avril         |
| Naissance de Guru Angad, le deuxième Guru sikh | 5 Vaisakh       | 18 avril         |
| Naissance de Guru Tegh Bahadur, le neuvième Guru sikh                                                                                                  | 5 Vaisakh       | 18 avril         |
| Naissance de Guru Arjan, le cinquième Guru sikh | 19 Vaisakh      | 2 mai            |
| Naissance de Guru Amar Das, le troisième Guru | 9 Jeth          | 23 mai           |
| Guru Hargobind devient le sixième Guru des sikhs | 28 Jeth         | 11 juin          |
| ♦Guru Arjan, le cinquième Guru devient un martyr à Lahore                                                                                              | 2 Harh          | 16 juin          |
| Naissance de Guru Hargobind, le sixième Guru sikh | 21 Harh         | 5 juillet        |
| Guru Hargobind Sahib | 6 Sawan         | 21 juillet       |
| Guru Har Krishan Sahib | 8 Sawan         | 23 juillet       |
| Guru Granth Sahib, les Textes sacrés sikhs, sont déposés au Temple d'Or pour la première fois                                                          | 17 Bhadon       | 1er septembre    |
| Guru Amar Das, le troisième Guru décède | 2 Assu          | 16 septembre     |
| Guru Ram Das devient le quatrième Guru des sikhs | 2 Assu          | 16 septembre     |
| Guru Ram Das, décède | 2 Assu          | 16 septembre     |
| Guru Arjan devient le cinquième Guru des sikhs | 2 Assu          | 16 septembre     |
| Guru Angad devient le deuxième Guru des sikhs | 4 Assu          | 18 septembre     |
| Guru Nanak, le premier Guru, décède | 8 Assu          | 22 septembre     |
| Naissance de Guru Ram Das, le quatrième Guru | 25 Assu         | 9 octobre        |
| Guru Har Rai, le septième Guru décède | 6 Katak         | 20 octobre       |
| Guru Har Krishan devient le huitième Guru | 6 Katak         | 20 octobre       |
| ♦La souveraineté des Textes sacrés du sikhisme le Guru Granth Sahib est déclaré dans les siècles des siècles par le Guru Gobind Singh, le dixième Guru | 6 Katak         | 20 octobre       |
| Guru Gobind Singh, le dixième Guru, décède | 7 Katak         | 21 octobre       |
| Guru Gobind Singh devient le dixième Guru des sikhs | 11 Maghar       | 24 novembre      |
| ♦Guru Tegh Bahadur devient martyr à Delhi pour avoir défendu des opprimés                                                                              | 11 Maghar       | 24 novembre      |
| Ajit Singh, et Jujhar Singh, les deux fils ainés de Guru Gobind Singh, deviennent martyrs dans la bataille de Chamkaur                                 | 8 Poh           | 21 décembre      |
| Zorawar Singh, et Fateh Singh, les deux fils cadets de Guru Gobind Singh, sont exécutés à Sirhind                                                      | 13 Poh          | 26 décembre      |